# هيزل كرين
هيزل كرين (بالإنجليزية: Hazel Crane)‏ هي سيدة أعمال جنوب أفريقية وبريطانية (وحملت سابقاً جنسية رودسيا)، ولدت في 1951 في بلفاست في المملكة المتحدة، وتوفيت في 10 نوفمبر 2003 في Abbotsford, Johannesburg ‏ في جنوب أفريقيا.